# Церква Різдва Пресвятої Богородиці (Кам'янка-Бузька)
Церква Різдва Пресвятої Богородиці у Кам'янці-Бузькій — визначний архітектурний і культурний пам'ятник, відомий своєю унікальною історією та релігійним значенням. Її заснування тісно пов'язане з діяльністю місцевого священика отця Михайла Цегельського. Храм славиться чудотворним образом Струмилово-Кам'янецької Матері Божої, що, згідно з переказами, з'явився на липі. Легенда розповідає про випадок, коли коні старости Юрія Струмила впали навколішки поблизу цього образу.

## Історія та заснування
Заснування церкви датується 1870—1882 роками. Спочатку на місці сьогоднішньої церкви знаходилася дерев'яна капличка, а згодом було споруджено і дерев'яну церкву. Однак, історія цієї місцевості має ще глибші корені, які ведуть до дерев'яної церкви святого Миколая Чудотворця, що існувала ще в XVII столітті. Цей храм, будучи одним із найдавніших у місті, згодом отримав кам'яний фундамент, що допомогло зберегти його від руйнування.
У 1862 році до дерев'яної церкви святого Миколая було перенесено чудотворну ікону Богоматері з розібраної церкви Різдва Пресвятої Богородиці. Згодом, новий мурований храм Різдва Пресвятої Богородиці було зведено завдяки зусиллям отця Михайла Цегельського. Церква була урочисто освячена 20 вересня 1882 року митрополитом Сильвестром Сембратовичем.

## Архітектура та значення
Церква Різдва Пресвятої Богородиці представляє собою виразний зразок храмової архітектури того часу. Її мурована структура істотно відрізняється від попередньої дерев'яної церкви. Чудотворна ікона, розміщена в церкві, притягує численних паломників та вірян, надаючи місцю особливого духовного значення.
Церква Різдва Пресвятої Богородиці не тільки є місцем релігійного поклоніння, але й важливим елементом культурної спадщини Кам'янки-Бузької. Вона є свідком багатьох історичних подій та змін, що відбувалися в регіоні, і продовжує служити як символ віри та надії для місцевої громади.